# ベルンボイレン
ベルンボイレン (ドイツ語: Bernbeuren) は、ドイツ連邦共和国バイエルン州オーバーバイエルン行政管区のヴァイルハイム＝ショーンガウ郡に属す町村（以下、本項では便宜上「町」と記述する）であり、ブルッゲンとともに形成するベルンボイレン行政共同体の本部所在地である。

## 地理

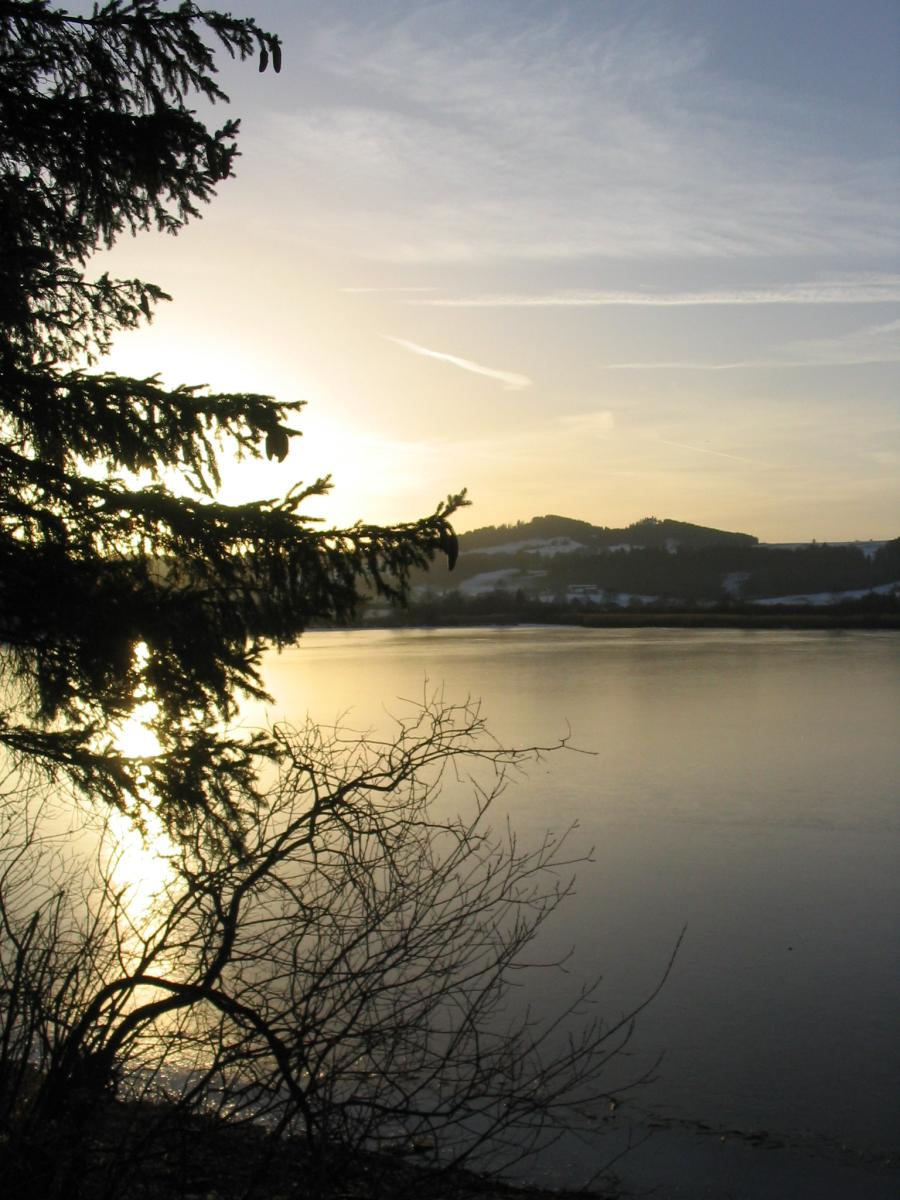
アウアーベルクとハスラハ湖

ベルンボイレンはオーバーラント地方に位置する。

### 自治体の構成
この町は、公式には 63の地区 (Ort) からなる。このうち小集落や孤立農場などを除く集落を以下に列記する。
- ベルンボイレン
- エッヒャーシュヴァング
- エシャッハ
- ナハゼー
- リート

## 歴史
この町はメロヴィング家の氏族ベロ (Bero) の入植地を起源とし、地名もこの氏族名に由来する。1221年にウルリヒ・フォン・ベロブロという人物が文献に記録されている。カロリング朝時代、ベルンボイレンはフランク族の帝国領であった。その後ベルンボイレンはアウクスブルク司教領となった。1803年の帝国代表者会議主要決議以降はバイエルンに属した。バイエルンの行政改革に伴う1818年の市町村令により、現在の自治体が成立した。

### 人口推移
- 1970年 1,749人
- 1987年 1,820人
- 2000年 2,138人

## 行政
町長はカール・シュライヒ (Wählergemeinschaft Lebendiges Bernbeuren) である。町議会は14議席からなる。ベルンボイレンには政治会派はない。

## 文化と見所

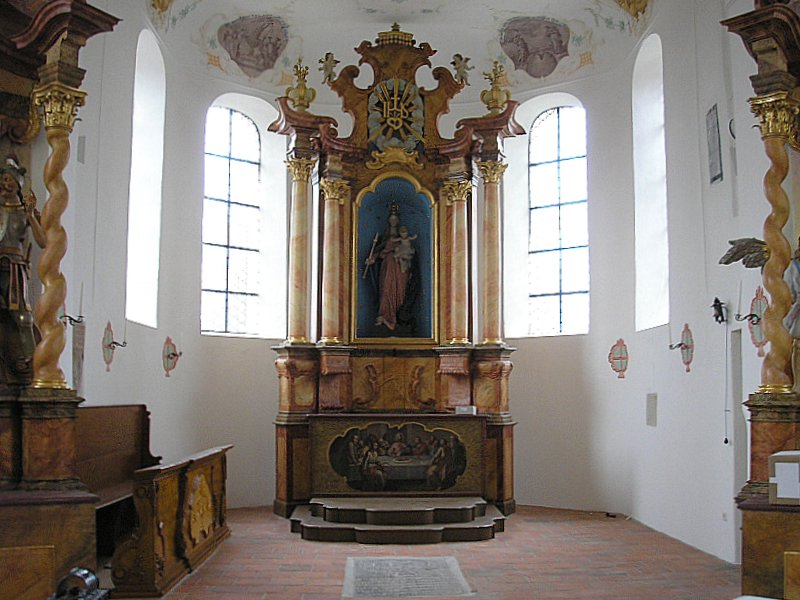
聖母の訪問礼拝堂

- バロック建築の聖ニコラウス教区教会: 聖母の訪問巡礼礼拝堂を有する。
- ベルンボイレン芸術の家
- 「山辺の彫刻群」

## 経済と社会資本

### 教育
- 国民学校 1校

## 引用
1. ↑  https://www.statistikdaten.bayern.de/genesis/online?operation=result&code=12411-003r&leerzeilen=false&language=de Genesis-Online-Datenbank des Bayerischen Landesamtes für Statistik Tabelle 12411-003r Fortschreibung des Bevölkerungsstandes: Gemeinden, Stichtag (Einwohnerzahlen auf Grundlage des Zensus 2011)
2. ↑  Bayerische Landesbibliothek Online
3. 1 2  Georg Paula, Stefanie Berg-Hobohm: Landkreis Weilheim-Schongau: Denkmäler in Bayern., Karl M Lipp Verlag München 2003, Band 1, p. 26